# Terremotos de Puntarenas de 2017
Los terremotos de Puntarenas de 2017 a 16 kilómetros al sureste de Jacó el domingo 12 de noviembre y en la Ciudad de Puntarenas el 13 de noviembre de 2017, a las 20:28 hora local, en ambos lugares pertenecientes a Costa Rica. Fue un terremoto de magnitud 6,5 con una intensidad máxima de VIII (Grave) en la escala sismológica de Mercalli. El terremoto mató al menos a 3 personas. El terremoto se sintió en todo Costa Rica y en algunas partes de Honduras y Panamá.